# 1066 a tudományban
Az 1066. év a tudományban és a technikában.

## Halálozások
- Sripati csillagász és matematikus (* 1019)